# Chứng khó học toán
Chứng khó học toán (Dyscalculia) /ˌdɪskælˈkjuːli.ə/ là một dạng rối loạn gây khó khăn trong việc nhớ và hiểu để thao tác tính toán các con số và sự kiện toán học. Đây thường được coi là một rối loạn phát triển cụ thể.
Chứng khó học toán có thể xảy ra ở với tất cả mọi người trên mọi phạm vi IQ - thường cao hơn ở mức IQ trung bình - đi cùng với những khó khăn liên quan thời gian, đo lường, và lý luận không gian. Ước tính về sự phổ biến của chứng khó học toán dao động từ 3 đến 6% dân số. Năm 2004, theo báo cáo có 1/4 trẻ em mắc chứng khó học toán có rối loạn tăng động giảm chú ý.
Năm 2015, theo minh chứng có tới 11% trẻ em mắc chứng khó học toán cũng gặp rối loạn ADHD. Chứng khó học toán cũng có liên hệ với những phụ nữ mắc hội chứng Turner và những người bị tật nứt đốt sống bẩm sinh.
Các khiếm khuyết về khả năng toán học có thể xảy ra do kết quả của chấn thương sọ não, trong trường hợp này thuật ngữ thích hợp là acalculia để phân biệt với chứng khó học toán dyscalculia có nguồn gốc do gen, bẩm sinh hoặc trong quá trình phát triển.

## Biểu hiện và triệu chứng
Biểu hiện sớm nhất của chứng khó học toán thường là một khiếm khuyết trong khả năng nhận biết, từ khi nhìn liếc qua mà không đếm, xem có bao nhiêu đối tượng có trong một nhóm nhỏ. Người lớn có thể phân chia 3 hoặc 4 đối tượng. Trẻ em từ 5 tuổi có thể nhận biết số lượng khoảng 6 đối tượng. đặc biệt là khi nhìn vào súc sắc. Tuy nhiên, trẻ em với hội chứng khó học toán cũng có thể nhận biết số lượng của vài đối tượng nhưng ngay cả khi để nhận biết chính xác cũng mất nhiều thời gian hơn để xác định được số lượng so với các bạn cùng tuổi. Chứng khó học toán thường có biểu hiện khác nhau ở các độ tuổi khác nhau. Chứng khó học toán có xu hướng trở nên rõ ràng hơn khi trẻ trưởng thành hơn; các triệu chứng cũng có thể xuất hiện sớm ở trẻ em chưa tới tuổi đến trường. Các triệu chứng thường gặp của chứng khó học toán là gặp khó khăn với phép tính nhẩm trong toán học, gặp khó khăn phân tích thời gian và xem đồng hồ kim, khó khăn khi sắp xếp các chuỗi số thường chúng sẽ đếm ngón tay để nhớ thêm số

### Sự tồn tại ở trẻ em
Mặc dù nhiều nhà nghiên cứu tin rằng chứng khó học toán là một rối loạn dai dẳng, bằng chứng về sự tồn tại của chứng khó học toán vẫn còn lẫn lộn.. Ví dụ, trong một nghiên cứu của Mazzocco và Myers (2003), các nhà nghiên cứu đánh giá trẻ em trên nhiều biện pháp và chọn biện pháp phù hợp nhất của chúng như là tiêu chuẩn chẩn đoán tốt nhất của họ: một sự cắt giảm đáng kể 10 phần trăm trên TEMA-2. Ngay cả với tiêu chí hết sức mình, họ phát hiện chẩn đoán chứng khó học toán cho trẻ em theo chiều dọc đã không tồn tại; Chỉ có 65% học sinh đã từng được chẩn đoán trong suốt bốn năm được chẩn đoán trong ít nhất hai năm. Tỷ lệ trẻ em được chẩn đoán trong hai năm liên tiếp tiếp tục giảm. Không rõ liệu đây là kết quả của những đứa trẻ bị chẩn đoán sai cải thiện về toán học và nhận thức về không gian khi chúng tiến triển như bình thường hay các đối tượng cho thấy sự cải thiện được chẩn đoán chính xác, nhưng có dấu hiệu của sự khiếm khuyết trong học tập không liên tục.

### Những vấn đề khác
Chứng khó học toán liên quan đến những khó khăn thường xuyên với nhiệm vụ số học hàng ngày như sau:
- Khó khăn trong việc học cách xem giờ trên đồng hồ kim.[15]
- Khó khăn trong xác định hai con số nào lớn hơn
- Không có khả năng hiểu được kế hoạch tài chính hoặc ngân sách, đôi khi thậm chí ở mức độ cơ bản; ví dụ, ước tính chi phí của các mặt hàng trong giỏ mua hàng hoặc sổ chi phiếu.
- Kết quả không đồng đều trong phép cộng, trừ, nhân và chia.
- Hình dung số như là biểu tượng vô nghĩa hoặc vô nghĩa, chứ không phải là nhận thức chúng như ký tự chỉ ra một giá trị số.
- Khó khăn với bảng tính cộng trừ, nhân, chia, tính nhẩm, vv.
- Gặp rắc rối khi phân biệt giữa bên trái và bên phải.
- Khả năng nhận thức kém về không gian, hoặc sự hiểu biết về hình dạng, khoảng cách, hoặc khối lượng dường như giống như phỏng đoán hơn là hiểu thực tế.
- Khó khăn với thời gian, phương hướng, hồi tưởng lại lịch trình, chuỗi các sự kiện.
- Trí nhớ kém về các khái niệm toán học
- Khó khăn khi đọc các kí hiệu âm nhạc
- Khó khăn trong việc đếm nhịp khi nhảy
- Khó tư duy hồi tưởng về thời gian (vd: Rời đi lúc mấy giờ nếu cần đến địa điểm nào đó tại thời điểm 'X').
- Gặp khó khăn khi tính nhẩm về ước lượng phép đo hoặc khoảng cách của một sự vật.
- Khi viết, đọc và nhớ lại những con số, nhầm lẫn xảy ra trong các trường hợp: cộng số, thay thế, hoán vị, quên không làm tròn số, đảo ngược số.
- Không có khả năng nắm bắt và ghi nhớ các khái niệm toán học, các quy tắc, công thức và trình tự.
- Không có khả năng tập trung vào công việc yêu cầu tập trung tinh thần cao độ.
- Nhớ sai tên. Nhận diện tên/khuôn mặt kém. Có thể thay thế tên bắt đầu bằng cùng một chữ cái.[16]